# مرقد فضل الكاظم
مرقد فضل الكاظم (بالفارسية: امامزاده فضل بن موسی بن جعفر) هو مرقد شيعي تاريخي يعود إلى الدولة السلجوقية، ويقع في فردوس.